# Metropolitano de Atlanta
O Metro de Atlanta, ou no seu nome original Metropolitan Atlanta Rapid Transit Authority (MARTA), é um sistema de metropolitano e de corredor de ônibus, inaugurado em 1971, em Atlanta, nos Estados Unidos da América. Conta com 4 linhas de metrô, com 77 km, nos quais se encontram 38 estações.

## Linha Dourada (Gold Line)
A linha conta com 18 estações, são elas:
- Airport
- College Park
- East Point
- Lakewood/Ft.McPherson
- Oakland City
- West End
- Garnett
- Five Points
- Peachtree Center
- Civic Center
- North Avenue
- Midtown
- Arts Center
- Lindbergh Center
- Lenox
- Brookhaven/Oglethorpe
- Chamblee
- Doraville

## Linha Vermelha (Red Line)
A linha conta com 19 estações, são elas:

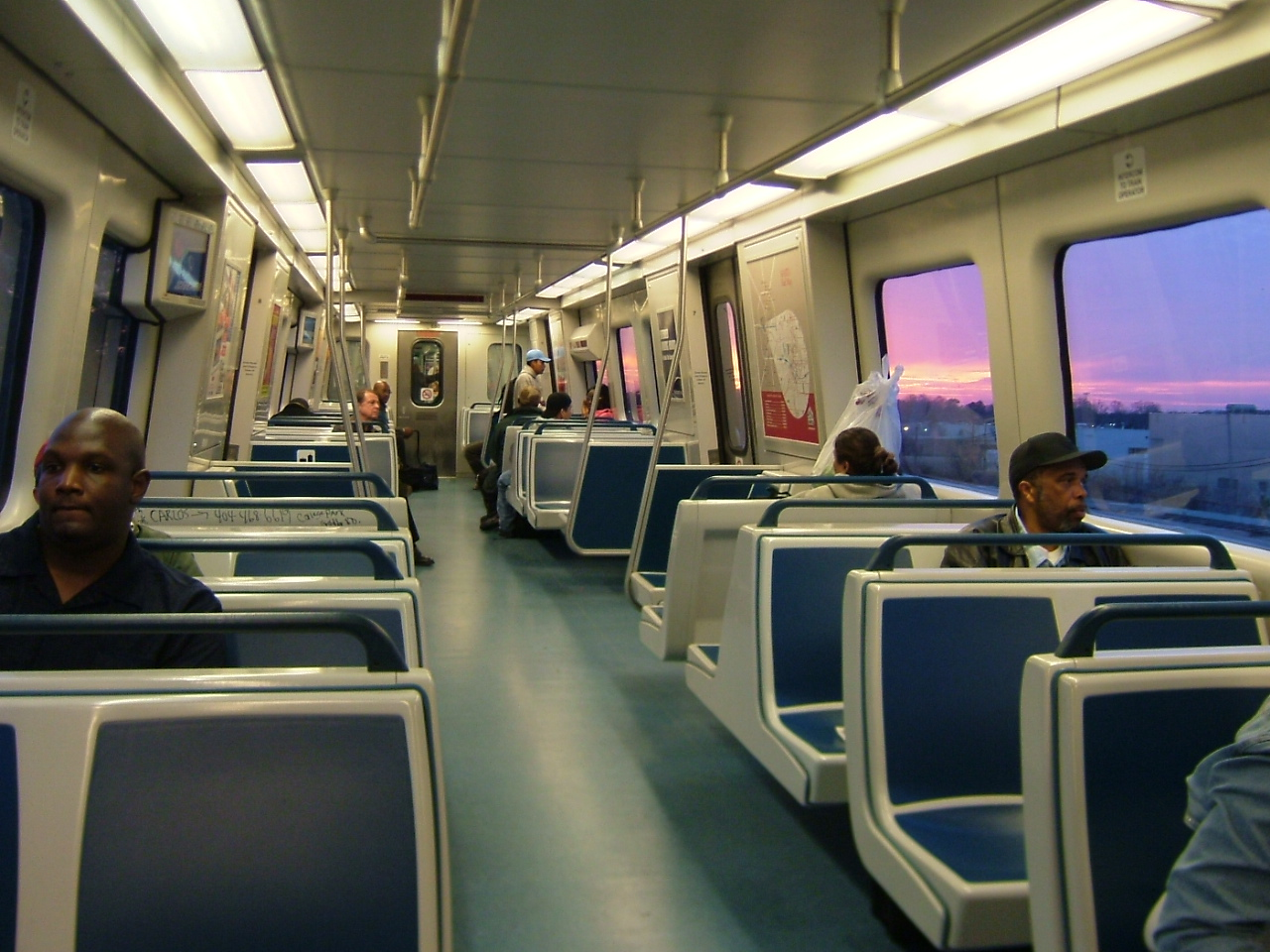
Interior de uma carruagem do Metro de Atlanta

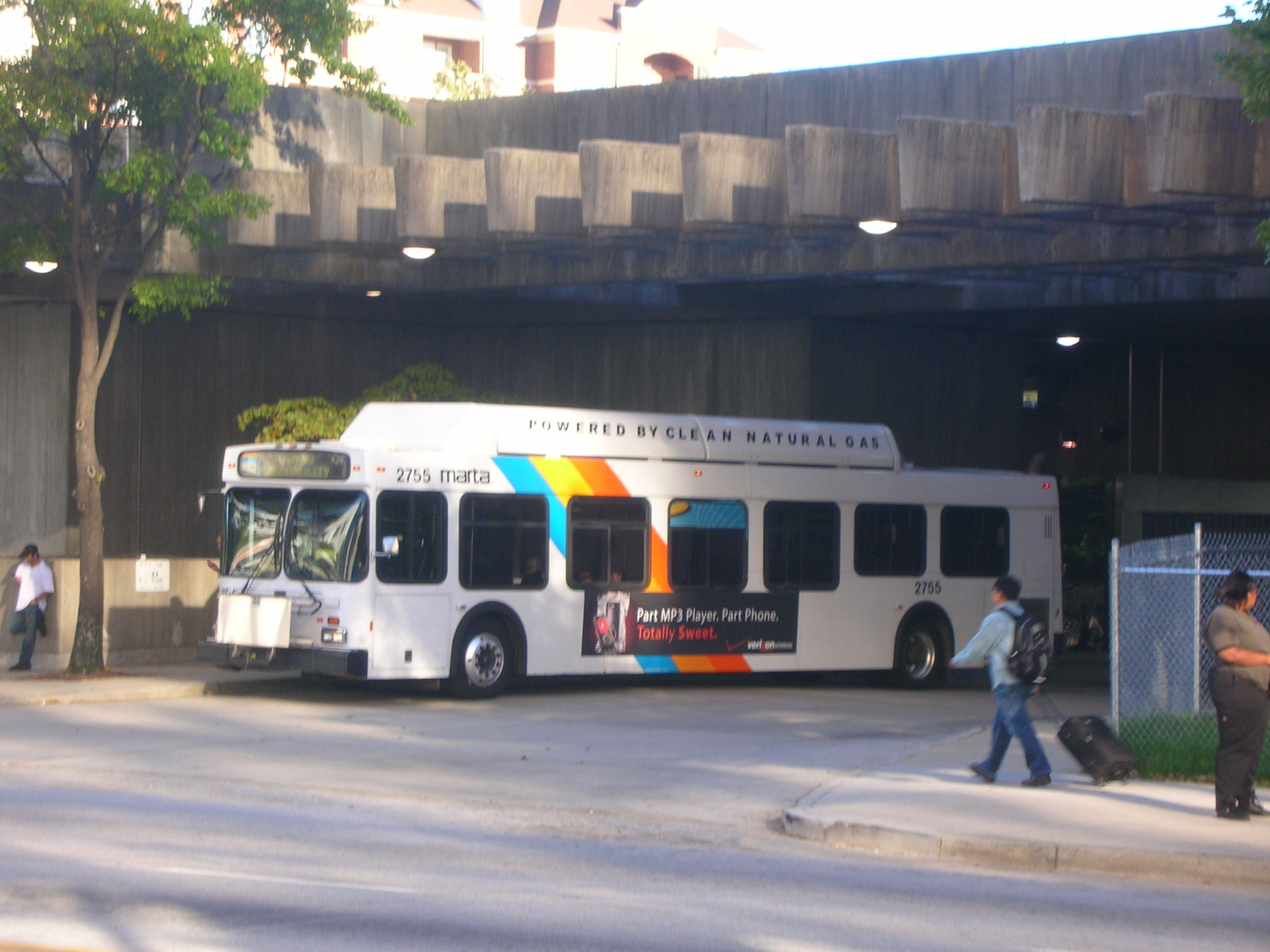
Imagem de um auto-carro do sistema MARTA

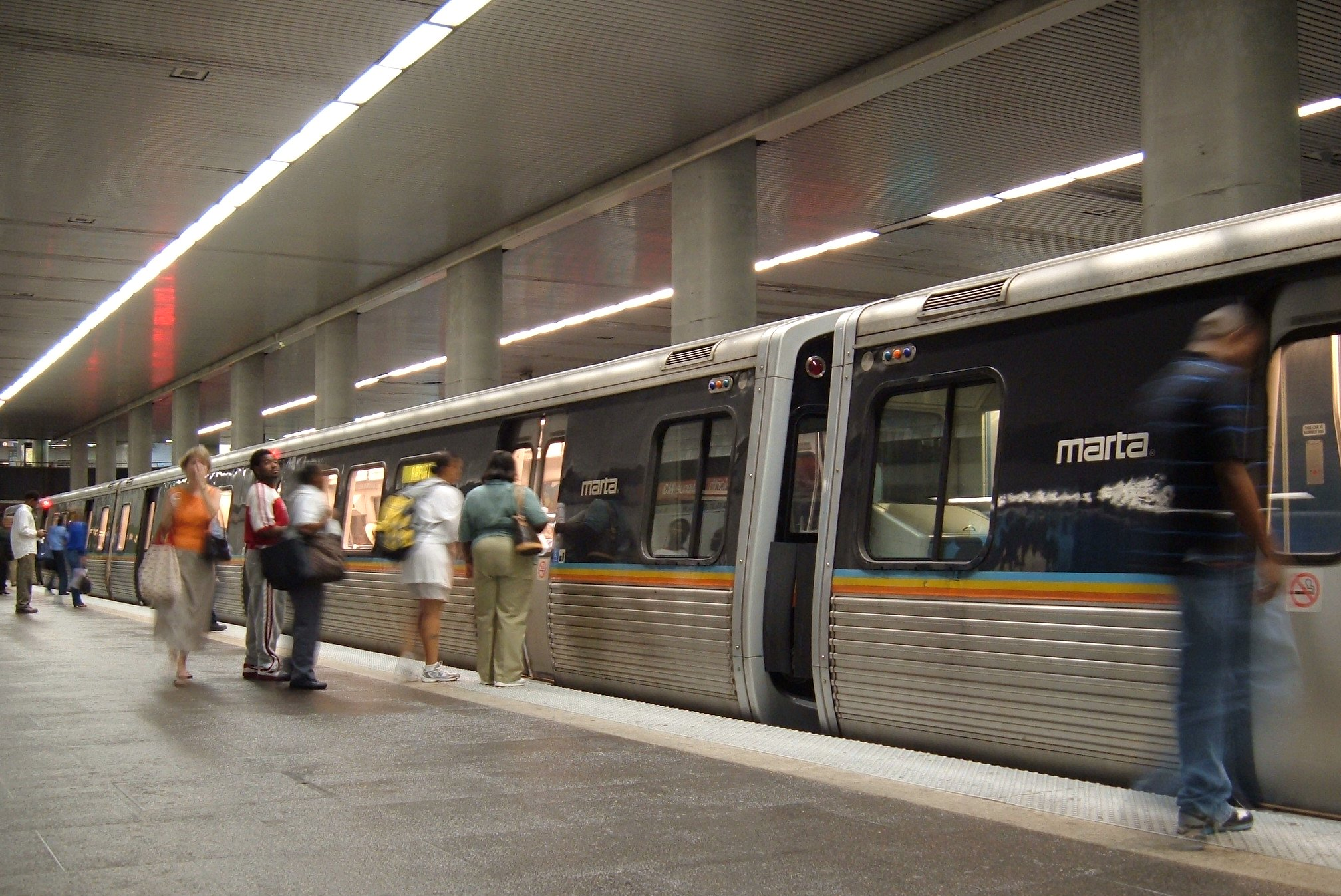
Uma estação do Metro de Atlanta

- Airport
- College Park
- East Point
- Lakewood/Ft.McPherson
- Oakland City

- West End
- Garnett
- Five Points
- Peachtree Center
- Civic Center
- North Avenue
- Midtown
- Arts Center
- Lindbergh Center
- Buckhead
- Medical Center
- Dunwoody
- Sandy Springs
- North Springs

## Linha Azul (Blue Line)
A linha conta com 15 estações, são elas:
- Indian Creek
- Kensington
- Avondale
- Decatur
- East Lake
- Edgewood/Candler Park
- Inman Park/Reynoldstown
- King Memorial
- Georgia State
- Five Points
- Dome/GWCC/Philips Arena/CNN Center
- Vine City
- Ashby
- West Lake
- Hamilton E.Holmes

## Linha Verde (Green Line)
A linha conta com 9 estações, são elas:
- Edgewood/Candler Park
- Inman Park/Reynoldstown
- King Memorial
- Georgia State
- Five Points
- Dome/GWCC/Philips Arena/CNN Center
- Vine City
- Ashby
- Bankhead